# Adrián Barbón
Pour les articles homonymes, voir Barbón.
Adrián Barbón Rodríguez, né le 4 janvier 1979 à Laviana (Asturies), est un avocat et homme politique espagnol, membre du Parti socialiste ouvrier espagnol (PSOE).
Il est secrétaire général de la Fédération socialiste asturienne-PSOE (FSA-PSOE) depuis 2017 et président de la principauté des Asturies depuis le 20 juillet 2019.

## Jeunesse et formation
Né à Laviana, commune située au cœur du bassin minier asturien, Adrián Barbón est diplômé en droit de l'université d'Oviedo. À 17 ans, alors qu'il est encore au collège, il s'affilie aux Jeunesses socialistes d'Espagne (JSE), au sein desquelles il finit par être secrétaire général de Laviana et de la vallée du Nalón.
Une fois adulte, cela le conduit à devenir membre du PSOE. Il exerce la profession d'avocat.

## Vie politique

### Maire de Laviana
Le 30 septembre 2008, il devient maire de Laviana après la démission de Marciano Barreñada, devenant alors le plus jeune maire des Asturies. Il est réélu en 2011 et en 2015. Il démissionne de ses fonctions de maire le 9 octobre 2017, après plus de neuf ans de mandat.
En septembre 2015, il remplace María Luisa Carcedo, comme député au Congrès, occupant un siège dans le dernier mois de la Xe législature.

### Cadre du PSOE
Il a fait partie du comité exécutif régional de la Fédération Socialiste Asturienne dirigée par Javier Fernández de 2008 à 2012. Il est membre du comité fédéral du PSOE et secrétaire général du Groupement socialiste de Laviana de 2012 à 2017.
Lors de la crise du PSOE de 2016, il est de ceux qui défendent le « non » comme position du groupe parlementaire socialiste lors de l'investiture du candidat à la présidence du gouvernement Mariano Rajoy.

### Président des Asturies
Le 17 septembre 2017, il est élu secrétaire général de la Fédération asturienne du PSOE lors d'une primaire en obtenant 60,6 % des voix des militants. Il est ensuite investi dans sa fonction le 1er octobre suivant, lors du congrès du parti.
Le 30 mai 2018, il est choisi comme candidat à la présidence de la principauté des Asturies. Lors des élections autonomiques du 26 mai 2019, la liste du PSOE obtient 20 sièges, soit six de plus qu'en 2015. Le 15 juillet suivant, il est investi par la Junte générale comme président de la principauté des Asturies par 22 voix, soit celles du PSOE et les deux de la Gauche unie (IU).
Il obtient le 26 décembre que la Junte générale approuve en séance plénière le principe de son projet de loi de finances pour 2020, avec le rejet, grâce aux votes combinés du PSOE, d'IU et Podemos et l'abstention de Ciudadanos, des amendements de renvoi déposés par le Parti populaire (PP). À cette occasion, le Forum des Asturies se divise, puisque le porte-parole parlementaire Adrián Pumares s'abstient également alors que le député Pedro Leal soutient le renvoi du projet de budget. Les amendements au fond du texte sont rejetés quatre jours plus tard lors d'une séance marquée par la rupture du groupe parlementaire de Ciudadanos, dont les députés ont été contraints par la direction nationale du parti de renoncer à l'abstention au profit d'une opposition au projet du gouvernement, mais l'abstention de l'une d'entre elles associée à celle de Pumares permet à l'exécutif de sauver son texte par 22 voix contre 21.